# Деріо
Деріо (баск. Derio, ісп. Derio) — муніципалітет в Іспанії, у складі автономної спільноти Країна Басків, у провінції Біская. Населення — 5307 осіб (2009).
Муніципалітет розташований на відстані близько 330 км на північ від Мадрида, 6 км на північний схід від Більбао.
На території муніципалітету розташовані такі населені пункти: (дані про населення за 2009 рік)
- Артеага-Деріо: 4221 особа
- Аранольца (Сан-Антолін): 39 осіб
- Елешальде-Деріо: 269 осіб
- Сан-Естебан-Деріо: 613 осіб
- Альдекона (Сан-Ісідро): 137 осіб
- Угальдегурен (Сантімамі): 28 осіб

## Демографія
Динаміка населення (INE ):

## Галерея зображень

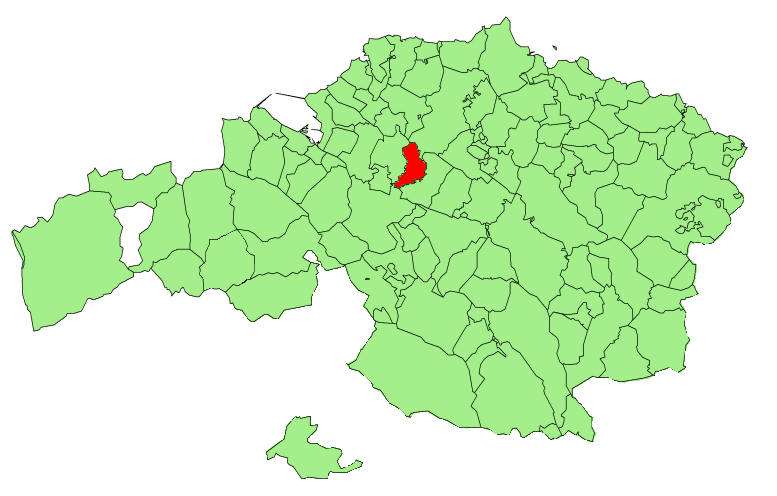
Розташування муніципалітету